# Phyllanthus (ptaki)
Phyllanthus – rodzaj ptaków z rodziny pekińczyków (Leiotrichidae).

## Zasięg występowania
Rodzaj obejmuje gatunki występujące w Afryce Subsaharyjskiej. 

## Morfologia
Długość ciała 18–24 cm; masa ciała 64–96 g.

## Systematyka

### Etymologia
- Phyllanthus: gr. φυλλον phullon „liść”; rodzaj Anthus Bechstein, 1805, świergotek[6].
- Kupeornis: Góra Kupé, Kamerun Brytyjski (obecnie Kamerun); gr. ορνις ornis, ορνιθος ornithos „ptak”[7]. Gatunek typowy: Kupeornis gilberti Serle, 1949.

### Podział systematyczny
Do rodzaju należą następujące gatunki:
- Phyllanthus atripennis (Swainson, 1837) – stoczyk łuskogłowy
- Phyllanthus gilberti (Serle, 1949) – stoczyk białogardły
- Phyllanthus rufocinctus (Rothschild, 1908) – stoczyk obrożny
- Phyllanthus chapini (Schouteden, 1949) – stoczyk kongijski